# 朵拉與失落的黃金城
《朵拉與失落的黃金城》（英語：Dora and the Lost City of Gold）是一部2019年美國家庭冒險片，改編自尼可的兒童電視動畫系列《愛探險的Dora》。由詹姆斯·波賓執導，尼可拉斯·史托勒與丹妮爾·桑切斯·威策爾（Danielle Sanchez-Witzel）共同撰寫劇本，其主演包括伊莎貝拉·莫娜、艾赫尼奥·德伯茲、泰姆拉·莫里森、伊娃·朗格莉亞及麥可·潘納。
該片由派拉蒙玩家、尼可兒童電影公司和威登媒體共同製作、派拉蒙影業負責發行，2019年8月9日在美國上映。

## 劇情
故事敘述小女孩朵拉大多和父母一起探索叢林，對她來說最危險的冒險便是「高中」。但對於擁有探險家精神的朵拉很快地帶著博茲（她的猴子好友）、表哥迪亞戈及一群青少年展開冒險，以拯救她的父母並解決失落的印加文明背後未知的謎團。

## 演員
- 伊莎貝拉·莫娜飾朵拉
  - 瑪德琳·米蘭達（Madelyn Miranda）飾年幼的朵拉
- 艾赫尼奥·德伯茲（英语：Eugenio Derbez）飾亞歷山卓·古鐵雷斯
- 麥可·潘納飾柯爾：朵拉的父親。
- 伊娃·朗格莉亞飾艾琳娜：朵拉的母親。
- 傑弗瑞·華柏格（Jeffrey Wahlberg） 飾迪亞戈：朵拉的表哥。
  - 馬拉基·巴頓（Malachi Barton）飾年幼的迪亞戈
- 尼古拉斯·庫姆（Nicholas Coombe）飾蘭迪：朵拉的同學。
- 瑪德琳·麥登（英语：Madeleine Madden）飾珊咪：朵拉的同學。
- 琵雅·米勒（英语：Pia Miller）飾朵拉的阿姨
- 泰姆拉·莫里森飾鮑威爾（Powell）
- 丹尼·崔喬飾布茲（配音）：朵拉的猴子好友。
- 歐琳卡·喬徹飾努多拉卡：印加公主。
- 班尼西歐·岱·托羅飾搗蛋鬼狐狸（配音）
- 亞卓安娜·拜拉薩（英语：Adriana Barraza）飾雅布莉塔·瓦萊麗

## 製作

### 拍攝
主要拍攝於2018年8月6日在澳大利亞昆士蘭省開始進行。

## 發行
本片於2019年8月9日在美國上映。

### 評價
本片獲得了多數的正評，爛番茄根據148條評論，獲得84%的新鮮度，平均得分6.49／10。在Metacritic上，電影獲得了63分。

## 外部連結
- 互联网电影数据库（IMDb）上《朵拉與失落的黃金城》的资料（英文）
- Metacritic上《朵拉與失落的黃金城》的資料（英文）
- Box Office Mojo上《朵拉與失落的黃金城》的資料（英文）
- 爛番茄上《朵拉與失落的黃金城》的資料（英文）
- AllMovie上《朵拉與失落的黃金城》的资料（英文）
- 開眼電影網上《朵拉與失落的黃金城》的資料（繁體中文）
- 时光网上《朵拉與失落的黃金城》的資料（简体中文）
- 豆瓣电影上《朵拉與失落的黃金城》的資料 （简体中文）